# Percy Olivares
Percy Olivares (Lima, 5 de juny de 1968) és un futbolista peruà, ja retirat. Jugava de defensa i era conegut com el Maldini de Sudamérica o El Zancudo. Després de la seua retirada, s'ha dedicat a aparèixer en xous de televisió.

## Trajectòria
L'Sporting Cristal va ser el primer club on va destacar en Percy Olivares, i només havia passat un any del seu debut (1986), ja era convocat per la selecció del seu país. Amb l'Sporting va guanyar dues lligues, la de 1988 i la de 1991. El 1992 deixa l'Sporting Cristal, si bé ja havia jugat uns mesos abans al Deportivo Cali colombià, per aterrar al continent europeu.
A l'altra banda de l'Atlàntic, el seu primer destí és la Bundesliga, a les files del 1. FC Nürnberg, on milita un any abans de passar a la lliga espanyola. Al CD Tenerife roman dues campanyes, del 93 al 95, però no arriba a quallar.
Després del club canari, torna a Sud-amèrica, aquest cop a l'Argentina. Amb el Rosario Central aconsegueix el títol més important de la seua carrera, la copa Conmebol de 1995. L'any següent passa al Fluminense brasiler i a l'altre al Cruz Azul mexicà.
Retorna a Europa el 1997. A Grècia hi està quatre anys, els millors des que va abandonar el seu país. Els dos primers, amb el PAOK, va disputar una seixantena de partits, inclosa la participació en la Copa de la UEFA (on destaca un gol seu contra l'Spartak Trnava), i els dos següents al Panathinaikos FC. Al club verd es fa popular per marcar el gol de la victòria contra el gran rival, l'Olympiakos, al novembre de 1999.
El 2001 fitxa per l'Universitario de Deportes, el que suposa el seu retorn a la lliga peruana, però tot just hi està un any abans d'anar-se'n al Dallas Burn de la Major League Soccer estat-unidenca. Passa una temporada a l'equip texà abans de tornar al Perú, primer a l'Sporting Cristal i després a l'Alianza Atlético. Tot i anunciar la seua retirada el 2005, a l'any següent va fitxar pel FC Thun, de la lliga suïssa, on va romandre una campanya abans de penjar les botes de nou.

### Clubs
| Club                      | Lliga          | Any         |
| ------------------------- | -------------- | ----------- |
| Sporting Cristal          | Peruana        | 1986 - 1990 |
| Deportivo Cali            | Colombiana     | 1991        |
| Sporting Cristal          | Peruana        | 1991        |
| 1. FC Nürnberg            | Alemanya       | 1992 - 1993 |
| CD Tenerife               | Espanyola      | 1993 - 1995 |
| Rosario Central           | Argentina      | 1995        |
| Fluminense                | Brasilera      | 1996        |
| Cruz Azul                 | Mexicana       | 1997        |
| PAOK                      | Grega          | 1997 - 1999 |
| Panathinaikos FC          | Grega          | 1999 - 2001 |
| Universitario de Deportes | Peruana        | 2001        |
| Dallas Burn               | Estat-unidenca | 2002        |
| Sporting Cristal          | Peruana        | 2003        |
| Alianza Atlético          | Peruana        | 2005        |
| FC Thun                   | Suïssa         | 2006 - 2007 |

## Selecció
Percy Olivares va ser un dels jugadors més destacats de la selecció peruana de futbol en la dècada dels 90. Va disputar fins a 83 partits entre 1987 i 2001, i va marcar un gol.